# 12e étape du Tour d'Espagne 2012
La 12e étape du Tour d'Espagne 2012 s'est déroulée le jeudi 30 août 2012, partant de Vilagarcía de Arousa et arrivant à Mirador de Ézaro après 190,5 km de course.

## Parcours de l'étape
Le parcours ne comporte aucune ascension répertoriée sur la presque totalité du parcours, mais les choses se corsent à deux kilomètres de l'arrivée, où commence l'ascension du Mirador de Ézaro, classé en 3e catégorie. Ce mur d'1,9 kilomètre de longueur a une pente moyenne de 13,1 % avec un passage à 29 %.

## Déroulement de la course
Au départ de cette 12e étape, quatre coureurs s'échappent : Mikel Astarloza, Cameron Meyer, Kevin De Weert et Amaël Moinard. Derrière le peloton roule et réduit l'écart sous l'impulsion de l'équipe du leader, la Katusha. Une chute se produit alors dans le peloton emmenant à terre notamment Nacer Bouhanni, deuxième du dernier sprint massif, mais aussi Xabier Zandio, sérieusement touché et contraint à l'abandon. On retrouve dans les 10 derniers kilomètres d'autres équipes qui replacent leur leader. Au pied de la montée finale, les échappés ne comptent plus que 25 secondes d'avance. Mikel Astarloza attaque. Dans le peloton, c'est Igor Antón qui lance la première accélération. Il prend une vingtaine de mètres d'avance, et arrive alors dans des pourcentages avoisinant les 20 %. C'est le moment choisi par Joaquim Rodríguez pour attaquer. Seul Alberto Contador parvient à le suivre. Suivent un peu plus loin Daniel Moreno, Alejandro Valverde et Sergio Henao, de la Sky. Son leader, Christopher Froome, est déjà à 22 secondes du duo de tête. Robert Gesink et Nicolas Roche sont intercalés entre le groupe Valverde et Froome. Devant, Contador mène le duo et Valverde tente de revenir avec près de lui Gesink à une quinzaine de mètres. Rodríguez attaque à 200 mètres de la ligne d'arrivée et s'impose. Contador arrive à 8 secondes, Valverde à 13 et Gesink prend la quatrième place à 20 secondes du vainqueur. Froome arrive en cinquième position en compagnie de Moreno avec un débours de 23 secondes.
Au classement général, Joaquim Rodríguez garde la tête avec désormais 13 secondes d'avance sur Alberto Contador et surtout 51 secondes sur Christopher Froome. Alejandro Valverde est à présent à 1 minute et 20 secondes.

## Classement de l'étape
| Classement de l'étape | Classement de l'étape | Classement de l'étape | Classement de l'étape  | Classement de l'étape |
|                       | Coureur               | Pays                  | Équipe                 | Temps                 |
| --------------------- | --------------------- | --------------------- | ---------------------- | --------------------- |
| 1er                   | Joaquim Rodríguez     | ESP                   | Katusha                | en 4 h 24 min 32 s    |
| 2e                    | Alberto Contador      | ESP                   | Saxo Bank-Tinkoff Bank | + 8 s                 |
| 3e                    | Alejandro Valverde    | ESP                   | Movistar               | + 13 s                |
| 4e                    | Robert Gesink         | NED                   | Rabobank               | + 20 s                |
| 5e                    | Christopher Froome    | GBR                   | Sky                    | + 23 s                |
| 6e                    | Daniel Moreno         | ESP                   | Katusha                | + 23 s                |
| 7e                    | Igor Antón            | ESP                   | Euskaltel-Euskadi      | + 27 s                |
| 8e                    | Nicolas Roche         | IRL                   | AG2R La Mondiale       | + 31 s                |
| 9e                    | Przemysław Niemiec    | POL                   | Lampre-ISD             | + 33 s                |
| 10e                   | Gorka Verdugo         | ESP                   | Euskaltel-Euskadi      | + 36 s                |
| modifier              |                       |                       |                        |                       |

## Classement général
| Classement général | Classement général | Classement général | Classement général     | Classement général  |
|                    | Coureur            | Pays               | Équipe                 | Temps               |
| ------------------ | ------------------ | ------------------ | ---------------------- | ------------------- |
| 1er                | Joaquim Rodríguez  | ESP                | Katusha                | en 44 h 50 min 35 s |
| 2e                 | Alberto Contador   | ESP                | Saxo Bank-Tinkoff Bank | + 13 s              |
| 3e                 | Christopher Froome | GBR                | Sky                    | + 51 s              |
| 4e                 | Alejandro Valverde | ESP                | Movistar               | + 1 min 20 s        |
| 5e                 | Robert Gesink      | NED                | Rabobank               | + 2 min 59 s        |
| 6e                 | Daniel Moreno      | ESP                | Katusha                | + 3 min 29 s        |
| 7e                 | Nicolas Roche      | IRL                | AG2R La Mondiale       | + 4 min 22 s        |
| 8e                 | Andrew Talansky    | USA                | Garmin-Sharp           | + 5 min 17 s        |
| 9e                 | Laurens ten Dam    | NED                | Rabobank               | + 5 min 18 s        |
| 10e                | Bauke Mollema      | NED                | Rabobank               | + 6 min 1 s         |
| modifier           |                    |                    |                        |                     |

## Classements annexes

### Classement par points
| Classement par points | Classement par points | Classement par points | Classement par points | Classement par points |
| --------------------- | --------------------- | --------------------- | --------------------- | --------------------- |
|                       | Coureur               | Pays                  | Équipe                | Point(s)              |
| 1er                   | Joaquim Rodríguez     | ESP                   | Katusha               | 119 points            |
| 2e                    | Alejandro Valverde    | ESP                   | Movistar              | 106 pts               |
| 3e                    | John Degenkolb        | GER                   | Argos-Shimano         | 103 pts               |
| modifier              |                       |                       |                       |                       |

### Classement du meilleur grimpeur
| Classement du meilleur grimpeur | Classement du meilleur grimpeur | Classement du meilleur grimpeur | Classement du meilleur grimpeur | Classement du meilleur grimpeur |
| ------------------------------- | ------------------------------- | ------------------------------- | ------------------------------- | ------------------------------- |
|                                 | Coureur                         | Pays                            | Équipe                          | Point(s)                        |
| 1er                             | Alejandro Valverde              | ESP                             | Movistar                        | 22 points                       |
| 2e                              | Joaquim Rodríguez               | ESP                             | Katusha                         | 20 pts                          |
| 3e                              | Simon Clarke                    | AUS                             | Orica-GreenEDGE                 | 16 pts                          |
| modifier                        |                                 |                                 |                                 |                                 |

### Classement du combiné
| Classement du combiné | Classement du combiné | Classement du combiné | Classement du combiné  | Classement du combiné |
| --------------------- | --------------------- | --------------------- | ---------------------- | --------------------- |
|                       | Coureur               | Pays                  | Équipe                 | Point(s)              |
| 1er                   | Joaquim Rodríguez     | ESP                   | Katusha                | 4 points              |
| 2e                    | Alejandro Valverde    | ESP                   | Movistar               | 7 pts                 |
| 3e                    | Alberto Contador      | ESP                   | Saxo Bank-Tinkoff Bank | 10 pts                |
| modifier              |                       |                       |                        |                       |

### Classement par équipes
| Classement général par équipes | Classement général par équipes | Classement général par équipes | Classement général par équipes |
|                                | Équipe                         | Pays                           | Temps                          |
| ------------------------------ | ------------------------------ | ------------------------------ | ------------------------------ |
| 1re                            | Rabobank                       | Pays-Bas                       | en 134 h 6 min 59 s            |
| 2e                             | Sky                            | Royaume-Uni                    | + 2 min 55 s                   |
| 3e                             | AG2R La Mondiale               | France                         | + 3 min 40 s                   |
| modifier                       |                                |                                |                                |

## Abandons
- Daniele Ratto (Liquigas-Cannondale) : abandon
- Xabier Zandio (Sky) : abandon sur chute